# Żuki (Grande-Pologne)
Pour les articles homonymes, voir Żuki.
Żuki est une localité polonaise de la gmina rurale et du powiat de Turek en voïvodie de Grande-Pologne. Elle se trouve à 120 km à l'est de Poznań, la capitale régionale. 

## Géographie

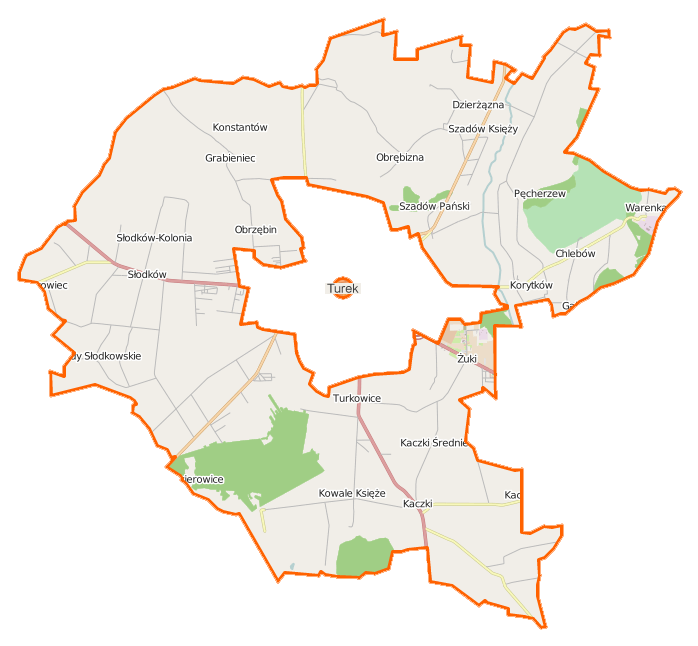
Carte de la gmina de Turek.